# Thysanopyga amarantha
Thysanopyga amarantha är en fjärilsart som beskrevs av Debauche 1937. Thysanopyga amarantha ingår i släktet Thysanopyga och familjen mätare. Inga underarter finns listade i Catalogue of Life.